# Festival narodnozabavne glasbe Vurberk
Festival narodnozabavne glasbe Vurberk je bil prvič organiziran leta 1992. Poteka tretji petek v mesecu juniju na grajskem dvorišču gradu Vurberk. Gre za festival narodnozabavne glasbe Slovenije, vokalno-inštrumentalnih skupin z diatonično harmoniko ter dvo- in večglasnim petjem. Organizira ga Turistično društvo Vurberk v sodelovanju z Občino Duplek, RTV Slovenijo Regionalnim centrom Maribor, Založbo kaset in plošč RTV Slovenija, dnevnikom Večer in Glasbeno agencija Geržina Maribor. V letu 2016 so izvedli jubilejni 25. festival. V letu 2017 sta medijsko pokroviteljstvo prevzela radio in televizija Veseljak.

## Izvedba
Festival poteka na dvorišču gradu Vurberk, v primeru slabega vremena pa ga prestavijo v večnamensko dvorano v bližnje Starše. Na začetku je festival potekal 25. junija ne glede na dan, nato je dolga leta potekal tretjo soboto v juniju, od leta 2017 naprej pa poteka tretji petek v juniju. Nastopajoče ansamble izberejo izmed prijavljenih meseca maja na predizboru v Podnanosu. Vsak ansambel se predstavi z dvema novima lastnima skladbama. Na dan festivala izide zgoščenka Založbe kaset in plošč RTV Slovenija, na kateri je po ena skladba vsakega nastopajočega ansambla. Festival je v preteklosti posnela ekipa RTV Slovenija Regionalnega centra v Mariboru in ga nato predvajala dan pozneje v celoti na Televiziji Maribor, pozneje pa še enkrat v dveh delih tako na Televiziji Maribor kot tudi na prvem programu Televizije Slovenija. Leta 2017 je prišlo do menjave medijskega pokrovitelja. Festival sta tako posnela radio in televizija Veseljak. Po treh letih pa je medijski partner pri organizaciji festivala ponovno ekipa RTV Slovenija Regionalnega centra v Mariboru. 30. festival na Vurberku je bil jubilejni. V TD Vurberk so ob jubileju pripravili razstavo v dvorani Kulturnega doma Vurberk ter ob tej priliki podelili tudi jubilejne zahvale vsem partnerjem, pokroviteljem in zaslužnim članom organizatorja.

## Voditelji
V tridesetletni zgodovini vurberškega festivala se je na odru zvrstilo osem voditeljev, kar 23 festivalov jih je vodil Janez Toplak, tudi pobudnik ustanovitve festivala. Na prvem festivalu, skupaj pa 22-krat, je bila sovoditeljica Ida Baš, znana radijska in televizijska voditeljica. Drugega sta vodila Danica Godec in Janez Toplak, jubilejnega desetega pa Natalija Verboten. Na odru so se zvrstili še Jože Mikec, v paru Maja Oderlap in Klemen Bunderla ter Darja Gajšek, ki je vodila 30. vurberški festival. Na 31. festivalu 16. junija 2023 pa se je Darji Gajšek pridružil še gledališki igralec Gorazd Žilavec, ki je festivalsko dogajanje popestril s svojimi dodatki.

## Nagrade
Na festivalu podelijo naslednje nagrade:
- 3 nagrade za najboljša besedila;
- Nagrada komisije predstavnikov radijskih postaj za najboljšo pesem;
- Plaketa Jožeta Šifrarja za najboljše večglasno petje;
- Plaketa Lojzeta Slaka za najboljšo izvedbo v celoti;
- Nagrada občinstva;
- Glavne nagrade festivala: zlati, srebrni in bronasti vurberški zmaj;

## Zmagovalci

### Vurberški zmaji
Zlati, srebrni in bronasti vurberški zmaj, katerih avtorica je umetnica Bernarda Kovačič, so do vključno 18. festivala leta 2009 predstavljali nagrade občinstva, od vključno 19. festivala leta 2010 pa se jih podeli na podlagi seštevka ocen strokovne komisije, komisije radijskih postaj in občinstva. Dosedanji prejemniki zmajev festivala na Vurberku so:
| #   | Leto | Zlati zmaj                            | Srebrni zmaj                                | Bronasti zmaj                                                        |
| --- | ---- | ------------------------------------- | ------------------------------------------- | -------------------------------------------------------------------- |
| 1.  | 1992 | Jože Skubic in Slapovi                | Ansambel Fantje izpod Rogle                 | Ansambel Fantje izpod Vurberka                                       |
| 2.  | 1993 | Jože Skubic in Slapovi                | Ansambel Bratje iz Oplotnice                | Ansambel Fantje izpod Rogle                                          |
| 3.  | 1994 | Ansambel Slapovi                      | Ansambel Fantje izpod Vurberka              | Ansambel Mladi Štajerci, Završki fantje ter Monika in Alenka Heričko |
| 4.  | 1995 | Ansambel Fantje izpod Vurberka        | Ansambel Marjana Hercoga z Moniko in Alenko | Ansambel Fantje z vseh vetrov                                        |
| 5.  | 1996 | Ansambel Štajerski baroni             | Ansambel Dan in noč                         | Ansambel Rogla                                                       |
| 6.  | 1997 | Ansambel Štajerski baroni             | Ansambel Show band Klobuk                   | Ansambel Frajkinclari                                                |
| 7.  | 1998 | Ansambel Show band Klobuk             | Dvojčici Vesna in Vlasta s prijatelji       | Ansambel Dan in noč                                                  |
| 8.  | 1999 | Dvojčici Vesna in Vlasta s prijatelji | Ansambel Braneta Klavžarja                  | Ansambel Mlade frajle                                                |
| 9.  | 2000 | Ansambel Show band Klobuk             | Dvojčici Vesna in Vlasta s prijatelji       | Ansambel Rogla                                                       |
| 10. | 2001 | Kvintet Dori                          | Ansambel Mladi Dolenjci                     | Ansambel Modrijani                                                   |
| 11. | 2002 | Ansambel Modrijani                    | Ansambel Navihanke                          | Ansambel Zreška pomlad                                               |
| 12. | 2003 | Ansambel Pogum                        | Ansambel Zreška Pomlad                      | Ansambel Rubin                                                       |
| 13. | 2004 | Ansambel Zreška pomlad                | Ansambel Vandrovci                          | Ansambel Bratje iz Oplotnice                                         |
| 14. | 2005 | Ansambel Zreška pomlad                | Ansambel Navihanke                          | Ansambel Modrijani                                                   |
| 15. | 2006 | Ansambel Tapravi faloti               | Ansambel Vandrovci                          | Ansambel Golte                                                       |
| 16. | 2007 | Ansambel Tapravi faloti               | Ansambel Golte                              | Ansambel Iskrice                                                     |
| 17. | 2008 | Ansambel Golte                        | Ansambel Čar                                | Ansambel Naveza                                                      |
| 18. | 2009 | Ansambel Čar                          | Ansambel Iskrice                            | Ansambel Akordi                                                      |
| 19. | 2010 | Ansambel Akordi                       | Ansambel Naveza                             | Ansambel Ceglar                                                      |
| 20. | 2011 | Ansambel Vihar                        | Ansambel Bitenc                             | Ansambel Nemir                                                       |
| 21. | 2012 | Ansambel Nemir                        | Ansambel Biseri                             | Ansambel Veseli Dolenjci                                             |
| 22. | 2013 | Ansambel Biseri                       | Ansambel Popotniki                          | Ansambel Napev                                                       |
| 23. | 2014 | Ansambel Vikend                       | Ansambel Pajdaši                            | Ansambel Tik-Tak                                                     |
| 24. | 2015 | Ansambel Žargon                       | Ansambel Glas                               | Ansambel Napev                                                       |
| 25. | 2016 | Ansambel Zadetek                      | Ansambel Navihani muzikanti                 | Ansambel Murni                                                       |
| 26. | 2017 | Ansambel Vižarji                      | Ansambel Opoj                               | Ansambel Tik-Tak                                                     |
| 27. | 2018 | Ansambel Boršt                        | Ansambel Klateži                            | Ansambel Pvaninski abuhi                                             |
| 28. | 2019 | Ansambel Opoj                         | Ansambel Tik-Tak                            | Ansambel Dar                                                         |
| 29. | 2021 | Ansambel Špadni fantje                | Ansambel Tomaža Rota                        | Ansambel Raubarji                                                    |

### Besedila
Na festivalu na Vurberku vsako leto že od 1. festivala naprej podelijo nagrade za najboljša besedila. Včasih nagradijo le najboljše besedilo, na nekaterih festivalih (tudi na zadnjih od leta 2015 naprej) pa so nagradili najboljša tri besedila. Nagrajenci:
Zaradi izbruha koronavirusa leta 2020 niso izvedli festivala.
Leta 2021 je najboljša nagrada za besedilo dobila ime Plaketa Fanike Požek.
| #   | leto | 1. nagrada         | 2. nagrada      | 3. nagrada      |
| --- | ---- | ------------------ | --------------- | --------------- |
| 1.  | 1992 | Marjan Stare       | Nepodeljeni.    | Nepodeljeni.    |
| 2.  | 1993 | Brigita Kobe       | Nepodeljeni.    | Nepodeljeni.    |
| 3.  | 1994 | Ivan Malavašič     | Nepodeljeni.    | Nepodeljeni.    |
| 4.  | 1995 | Ivan Sivec         | Nepodeljeni.    | Nepodeljeni.    |
| 5.  | 1996 | Ivan Sivec         | Nepodeljeni.    | Nepodeljeni.    |
| 6.  | 1997 | Metka Ravnjak Jauk | Nepodeljeni.    | Nepodeljeni.    |
| 7.  | 1998 | Fanika Požek       | Franc Ankerst   | Ivan Sivec      |
| 8.  | 1999 | Fanika Požek       | Ivan Sivec      | Ivan Malavašič  |
| 9.  | 2000 | Vera Kumprej       | Fanika Požek    | Vera Šolinc     |
| 10. | 2001 | Fanika Požek       | Ivan Sivec      | Fanika Požek    |
| 11. | 2002 | Fanika Požek       | Nepodeljeni.    | Nepodeljeni.    |
| 12. | 2003 | Bernard Miklavc    | Fanika Požek    | Franc Ankerst   |
| 13. | 2004 | Franc Ankerst      | Ivan Sivec      | Fanika Požek    |
| 14. | 2005 | Fanika Požek       | Branko Zupanc   | Ivan Sivec      |
| 15. | 2006 | Fanika Požek       | Adi Smolar      | Ivan Sivec      |
| 16. | 2007 | Darinka Kovač      | Fanika Požek    | Matej Kocjančič |
| 17. | 2008 | Fanika Požek       | Majda Rebernik  | Matjaž Vrh      |
| 18. | 2009 | Fanika Požek       | Darinka Kovač   | Matjaž Vrh      |
| 19. | 2010 | Milan Jež          | Matjaž Vrh      | Romana Cafuta   |
| 20. | 2011 | Metod Mališnik     | Nepodeljeni.    | Nepodeljeni.    |
| 21. | 2012 | Fanika Požek       | Nepodeljeni.    | Nepodeljeni.    |
| 22. | 2013 | Jože Umek          | Matej Kocjančič | Majda Rebernik  |
| 23. | 2014 | Vili Bertok        | Nepodeljeni.    | Nepodeljeni.    |
| 24. | 2015 | Igor Pirkovič      | Ivan Sivec      | Darinka Kovač   |
| 25. | 2016 | Fanika Požek       | Vera Šolinc     | Primož Kirič    |
| 26. | 2017 | Vera Šolinc        | Franc Ankerst   | Mojca Šipek     |
| 27. | 2018 | Bernard Miklavc    | Mojca Šipek     | Igor Pirkovič   |
| 28. | 2019 | Fanika Požek       | Igor Pirkovič   | Vera Kumprej    |
| 29. | 2021 | Matej Kocjančič    | Matej Trstenjak | Romana Cafuta   |

### Nagrade za izvedbo
Nagrada za najboljšo izvedbo se je podeljevala že prej, vendar je šele na 21. festivalu leta 2012 dobila ime Slakova plaketa. Do vključno leta 2010 so podeljevali po 3 nagrade za izvedbo po mnenju strokovne komisije.
| #   | leto | Slakova plaketa / 1. nagrada za izvedbo                                   | 2. nagrada za izvedbo                                                | 3. nagrada za izvedbo        |
| 1.  | 1992 | Ansambel Vrtnica                                                          | Ansambel Dan in noč                                                  | Ansambel bratov Poljanšek    |
| 2.  | 1993 | Ansambel Bratje iz Oplotnice                                              | Ansambel Fantje izpod Rogle                                          | Ansambel Primorski fantje    |
| 3.  | 1994 | Ansambel Slapovi                                                          | Ansambel Mladi Štajerci, Završki fantje ter Monika in Alenka Heričko | Ansambel Simona Legnarja     |
| 4.  | 1995 | Ansambel Fantje z vseh vetrov Ansambel Marjana Hercoga z Moniko in Alenko | Ansambel Dan in noč                                                  | Ansambel Simona Legnarja     |
| 5.  | 1996 | Ansambel Braneta Klavžarja Ansambel Tonija Sotoška                        | Ansambel Štajerski baroni                                            | Ansambel Simona Legnarja     |
| 6.  | 1997 | Ansambel Štajerski baroni Ansambel Tonija Sotoška                         | Ansambel Frajkinclari                                                | Ansambel Braneta Klavžarja   |
| 7.  | 1998 | Ansambel Show band Klobuk Dvojčici Vesna in Vlasta s prijatelji           | Ansambel 7. raj                                                      | Ansambel Bobri               |
| 8.  | 1999 | Ansambel Mladi Dolenjci Dvojčici Vesna in Vlasta s prijatelji             | Ansambel Braneta Klavžarja                                           | Ansambel Vasovalci           |
| 9.  | 2000 | Ansambel Mladi Dolenjci                                                   | Ansambel Dan in noč                                                  | Ansambel Rogla               |
| 10. | 2001 | Ansambel Mladi Dolenjci                                                   | Ansambel Modrijani                                                   | Ansambel Pogum               |
| 11. | 2002 | Ansambel Navihanke                                                        | Ansambel Modrijani                                                   | Ansambel Pogum               |
| 12. | 2003 | Ansambel Vitezi celjski                                                   | Ansambel Pogum                                                       | Ansambel Navihanke           |
| 13. | 2004 | Ansambel Vandrovci                                                        | Ansambel Vitezi celjski                                              | Ansambel Bratje iz Oplotnice |
| 14. | 2005 | Ansambel Spev                                                             | Ansambel Vitezi celjski                                              | Ansambel Rubin               |
| 15. | 2006 | Ansambel Storžič                                                          | Ansambel Ceglar                                                      | Ansambel Rubin               |
| 16. | 2007 | Ansambel Golte                                                            | Ansambel Orion                                                       | Ansambel Vihar               |
| 17. | 2008 | Ansambel Vrt                                                              | Ansambel Novi spomini                                                | Ansambel Golte               |
| 18. | 2009 | Ansambel Iskrice                                                          | Ansambel Novi spomini                                                | Ansambel Orion               |
| 19. | 2010 | Ansambel Naveza                                                           | Ansambel Akordi                                                      | Ansambel Ceglar              |
| 20. | 2011 | Skupina Gadi                                                              | Nagrad ne podeljujejo več.                                           | Nagrad ne podeljujejo več.   |
| 21. | 2012 | Ansambel Nemir                                                            | Nagrad ne podeljujejo več.                                           | Nagrad ne podeljujejo več.   |
| 22. | 2013 | Ansambel Biseri                                                           | Nagrad ne podeljujejo več.                                           | Nagrad ne podeljujejo več.   |
| 23. | 2014 | Ansambel Pajdaši                                                          | Nagrad ne podeljujejo več.                                           | Nagrad ne podeljujejo več.   |
| 24. | 2015 | Ansambel Žargon                                                           | Nagrad ne podeljujejo več.                                           | Nagrad ne podeljujejo več.   |
| 25. | 2016 | Ansambel Zadetek                                                          | Nagrad ne podeljujejo več.                                           | Nagrad ne podeljujejo več.   |
| 26. | 2017 | Ansambel Tik-Tak                                                          | Nagrad ne podeljujejo več.                                           | Nagrad ne podeljujejo več.   |
| 27. | 2018 | Ansambel Boršt                                                            | Nagrad ne podeljujejo več.                                           | Nagrad ne podeljujejo več.   |
| 28. | 2019 | Ansambel Tik-Tak                                                          | Nagrad ne podeljujejo več.                                           | Nagrad ne podeljujejo več.   |
| 29. | 2021 | Ansambel Gregorja Kobala                                                  | Nagrad ne podeljujejo več.                                           | Nagrad ne podeljujejo več.   |

### Ostale nagrade
Šifrarjeva plaketa za najboljše večglasno petje je bila prvič podeljena na 10. festivalu leta 2001 na pobudo besedilopisca Francija Smrekarja. Podeljujejo jo v spomin na leta 1974 tragično preminulega člana Fantov s Praprotna Jožeta Šifrarja.
Nagrada občinstva se pod takšnim imenom le enemu najboljšemu ansamblu podeljuje od vključno 19. festivala leta 2010 naprej. Pred tem so nagrade občinstva predstavljali Vurberški zmaji (glavne nagrade festivala, za katere je sedaj spremenjen kriterij).
Ostali prejemniki nagrad, ki jih zadnja leta še podeljujejo na festivalu na Vurberku:
| #   | leto | Nagrada predstavnikov radijskih postaj | Šifrarjeva plaketa           | Nagrada občinstva        |
| --- | ---- | -------------------------------------- | ---------------------------- | ------------------------ |
| 1.  | 1992 | Ansambel Vrtnica                       | Nagrade še niso podeljevali. | Vurberški zmaji.         |
| 2.  | 1993 | Ansambel Simona Legnarja               | Nagrade še niso podeljevali. | Vurberški zmaji.         |
| 3.  | 1994 | Ansambel Dan in noč                    | Nagrade še niso podeljevali. | Vurberški zmaji.         |
| 4.  | 1995 | Ansambel Dan in noč                    | Nagrade še niso podeljevali. | Vurberški zmaji.         |
| 5.  | 1996 | Ansambel Brodniki                      | Nagrade še niso podeljevali. | Vurberški zmaji.         |
| 6.  | 1997 | Ansambel Frajkinclari                  | Nagrade še niso podeljevali. | Vurberški zmaji.         |
| 7.  | 1998 | Ansambel Bobri                         | Nagrade še niso podeljevali. | Vurberški zmaji.         |
| 8.  | 1999 | Ansambel Braneta Klavžarja             | Nagrade še niso podeljevali. | Vurberški zmaji.         |
| 9.  | 2000 | Ansambel Mladi Dolenjci                | Nagrade še niso podeljevali. | Vurberški zmaji.         |
| 10. | 2001 | Ansambel Mladi Dolenjci                | Ansambel Modrijani           | Vurberški zmaji.         |
| 11. | 2002 | Ansambel Modrijani                     | Ansambel Modrijani           | Vurberški zmaji.         |
| 12. | 2003 | Ansambel Pogum                         | Ansambel Pogum               | Vurberški zmaji.         |
| 13. | 2004 | Ansambel Vandrovci                     | Ansambel Rubin               | Vurberški zmaji.         |
| 14. | 2005 | Ansambel Modrijani                     | Ansambel Spev                | Vurberški zmaji.         |
| 15. | 2006 | Ansambel Vandrovci                     | Ansambel Storžič             | Vurberški zmaji.         |
| 16. | 2007 | Ansambel Vigred                        | Ansambel Orion               | Vurberški zmaji.         |
| 17. | 2008 | Ansambel Vrt                           | Ansambel Vrt                 | Vurberški zmaji.         |
| 18. | 2009 | Skupina Malibu                         | Ansambel Akordi              | Vurberški zmaji.         |
| 19. | 2010 | Ansambel Vihar                         | Ansambel Naveza              | Ansambel Akordi          |
| 20. | 2011 | Ansambel Vihar                         | Ansambel Bitenc              | Ansambel Veseli Dolenjci |
| 21. | 2012 | Ansambel Nemir                         | Ansambel Veseli Dolenjci     | Ansambel Nemir           |
| 22. | 2013 | Ansambel Biseri                        | Ansambel Popotniki           | Ansambel Potep           |
| 23. | 2014 | Ansambel Vikend                        | Ansambel Vikend              | Ansambel Glas            |
| 24. | 2015 | Ansambel Napev                         | Ansambel Glas                | Ansambel Žargon          |
| 25. | 2016 | Ansambel Murni                         | Ansambel Navihani muzikanti  | Ansambel Zadetek         |
| 26. | 2017 | Ansambel Murni                         | Ansambel Tik-Tak             | Ansambel Opoj            |
| 27. | 2018 | Ansambel Pvaninski abuhi               | Ansambel Klateži             | Ansambel Jelen           |
| 28. | 2019 | Ansambel Opoj                          | Ansambel Špadni fantje       | Ansambel Poziv           |
| 29. | 2021 | Ansambel Raubarji                      | Ansambel Pik                 | Ansambel Galama          |

### Posebne nagrade
Občasno so na festivalu podelili tudi posebne nagrade:
- Na 2. in 3. festivalu v letih 1993 in 1994 so podelili nagrado za najboljšo pevsko izvedbo. Leta 1993 jo je prejel Ansambel Vrtnica, leta 1994 pa Ansambel Dan in noč.
- Na 5. festivalu leta 1996 so podelili nagrado za najboljše besedilo o Vurberku. Prejela jo je Vera Šolinc za besedilo pesmi Ljubezen na Vurberku v izvedbi Ansambla Dan in noč.
- Na 14. festivalu leta 2005 so podelili priznanje Turistične zveze Slovenije za najboljše besedilo na temo turističnih lepot Slovenije. Prejela jo je Fanika Požek za besedilo pesmi Slovenija, moja dežela v izvedbi Ansambla Vitezi celjski.
- Na 15. festivalu leta 2006 so podelili posebno plaketo za sodelovanje na vseh dotedanjih izvedbah festivala. Prejel jo je Ansambel Vigred.
- Na 28. festivalu leta 2019 so podelili nagrado Veseljakov zmagovalec festivala Vurberk 2019, ki so ga z glasovanjem izbrali poslušalci radia Veseljak. Prejel jo je Ansambel Ponos.[8]